# Мухаммед бен Осман Лами
Махмуд Челеби Лямии́ (1472, Бурса — 1531, Бурса) — турецкий поэт.
Ламии написал четыре больших эпических поэмы по персидским легендам: «Вамик и Асра», «Вис и Рамин», «Абсаль и Сельман», «Ферхад-Намэ»; первая и последняя были изданы Hammer-Purstall’ом. Многие из его мелких поэм перевёл на немецкий язык Август Пфицмайер (Вена, 1839). Ламии перевёл прозой персидские произведения Джами.